# Dark Side (chanson de Kelly Clarkson)
Pour les articles homonymes, voir Dark Side.
Singles de Kelly Clarkson
Stronger (What Doesn't Kill You)
(2012) Catch My Breath
(2012)
Pistes de Stronger
Stronger (What Doesn't Kill You) Honestly
Dark Side est une chanson interprétée par la chanteuse américaine Kelly Clarkson, écrite par Michael Busbee, Alexander Geringas, et produite par Greg Kurstin. "Dark Side" est désigné comme le troisième single du cinquième album de Clarkson, Stronger. Le titre est basé sur un mid-tempo accompagné d'une mélodie portée par une boîte à musique, ses paroles abordent le thème d'approbation de toutes les facettes de chacun.
"Dark Side" reçoit généralement de bonnes critiques de la part des professionnels, remarquant qu'il s'agit d'un bon successeur au hit mondial "Stronger (What Doesn't Kill You)", le précédent single de Kelly. Ces critiques font également les louanges de la voix de Clarkson qui se fond parfaitement dans la mélodie, qui est elle jugée comme entêtante. "Dark Side" fait partie des chansons que Clarkson interprète lors de son Stronger Tour.

## Développement, enregistrement et sortie
"Dark Side" est écrite par Michael Busbee et Alexander Geringas ; le titre est produit par Greg Kurstin, producteur du précédent hit de Clarkson, "Stronger (What Doesn't Kill You)". Lors d'une interview avec PopJustice, Clarkson révèle qu'elle désirait collaborer avec Kurstin depuis 2004, c'est-à-dire date de finition de son second album "Breakaway". Jeff Aldrich, A&R chez RCA Records rend alors la collaboration possible pour le cinquième album de la chanteuse. Kurstin prend alors le temps d'écouter les précédents disques de Kelly, chose qui selon elle, a rendu l'enregistrement de "Dark Side" beaucoup plus simple.
En juillet 2011, de nombreuses démos de Clarkson fuitent sur internet, y compris celle de "Dark Side". En addition, une version finale de la chanson a circulé sur internet une semaine avant la commercialisation de l'opus ; celle-ci fut rapidement retirée par RCA Records et l'IFPI. Afin d'éviter que d'autres versions fuitent sur le net, Kelly publie elle-même la version finale de "Dark Side" sur sa page facebook.

## Crédits et personnels
| - Chant - Kelly Clarkson - Auteurs – Michael Busbee, Alexander Geringas | - Production – Greg Kurstin |

- Crédits extraits du livret de l'album Stronger, 19 Recordings, RCA Records, Sony Music[4].

## Positions dans les charts et certifications

### Classement par pays
| Classement (2011–2012)         | Meilleure position |
| ------------------------------ | ------------------ |
| Allemagne Media Control Charts | 82                 |
| Australie ARIA Charts          | 72                 |
| Belgique (Nl) Ultratop 50      | 17                 |
| Canada Canadian Hot 100        | 26                 |
| Corée du Sud Gaon Chart        | 48                 |
| Danemark Airplay, Tracklisten  | 5                  |
| Écosse UK Singles Chart        | 26                 |
| États-Unis Billboard Hot 100   | 42                 |
| Irlande Irish Singles Chart    | 42                 |
| Royaume-Uni UK Singles Chart   | 40                 |

### Certifications
| Pays       | Certification | Ventes  |
| ---------- | ------------- | ------- |
| États-Unis |               | 519 000 |

## Historique des dates de sortie
| Pays       | Date         | Format                       | Label       |
| ---------- | ------------ | ---------------------------- | ----------- |
| États-Unis | 5 juin 2012  | Radio                        | RCA Records |
| France     | 11 juin 2012 | Radio / Téléchargement légal | Sony Music  |
| Allemagne  | 29 juin 2012 | CD Single                    | Sony Music  |